# フアン・デ・ウダエタ
フアン・デ・ウダエタ（Juan de Udaeta, 1955年6月24日 - ）は、スペインの指揮者。本名はフアン・ホセ・ガジェゴ・デ・ウダエタ(Juan José Gallego de Udaeta)。
マドリード出身。マドリード音楽院を経て、1979年にバイエルン州の奨学金を得、ミュンヘン音楽院に留学して指揮法を学んだ。1987年にはスペイン・アメリカ間のフルブライト奨学金を得てイェール大学に留学して指揮法を修めた。1988年からスペイン国立青少年管弦楽団の補助指揮者として指揮活動を始め、1990年にはグラナダ市立管弦楽団の音楽監督に転出して1994年までこの任に当たった。1994年から2000年までアンダルシア青少年管弦楽団の初代指揮者を務めた。